# جيرارد جون شايفر

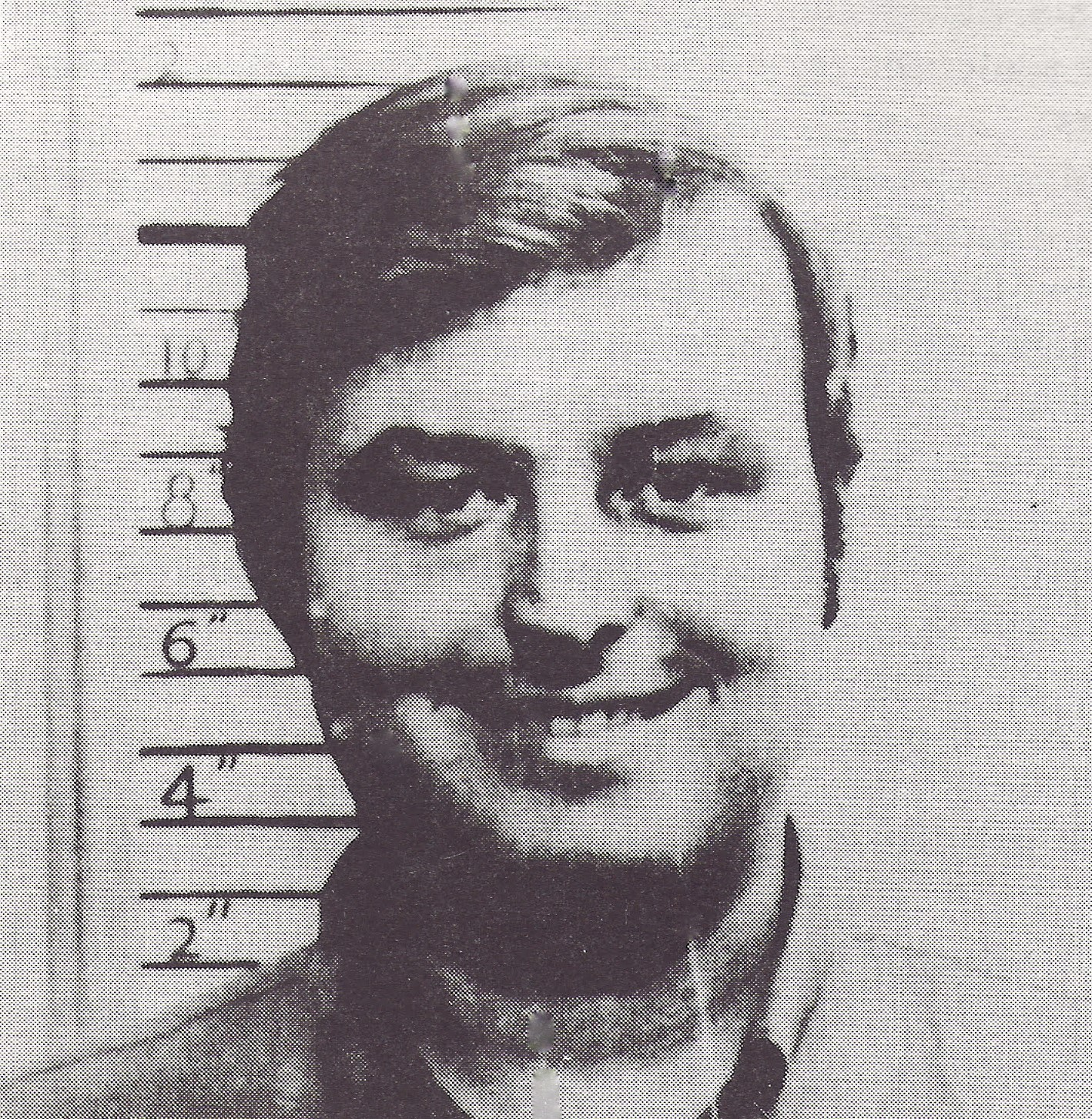

جيرارد جون شايفر (25 مارس 1946-3 ديسمبر 1995) سفاح أمريكي وقاتل متسلسل مشتبه فيه من ولاية فلوريدا، حيث تم سجنه في عام 1973 بسبب الجرائم التي ارتكبها عندما كان في مدينة مارتين بفلوريدا .أُدين بجريمتين قتل، و كذلك اتُهم بعدة جرائم أخرى .كان شايفر كثيرًا ما يستأنف ضد ادانته، ومع ذلك فقد تفاخر كثيرًا سواء خطيًا أو شفهيًا بقتله لأكثر من 30 امرأة وفتاة .وفي ديسمبر 1995 تعرض للطعن حتى الموت في زنزانته حيث طعنه سجين كان معه في السجن.